# 圣埃利耶莱布瓦
圣埃利耶莱布瓦（法語：Saint-Ellier-les-Bois，法語發音：[sɛ̃.t‿ɛlje le bwa] ⓘ）是法国奥恩省的一个市镇，属于阿朗松区。

## 地理
圣埃利耶莱布瓦（48°31'13"N, 0°5'42"W）面积13.68 平方千米，位于法国诺曼底大区奧恩省，该省份为法国西北部内陆省份，北起顺时针与卡爾瓦多斯省、厄尔省、厄尔-卢瓦省、萨尔特省、马耶讷省和芒什省接壤。
与圣埃利耶莱布瓦接壤的市镇（或旧市镇、城区）包括：冈德兰、沙安、锡拉勒、拉罗什马比勒、鲁佩鲁、圣马丹德朗德、洛雷代库沃。

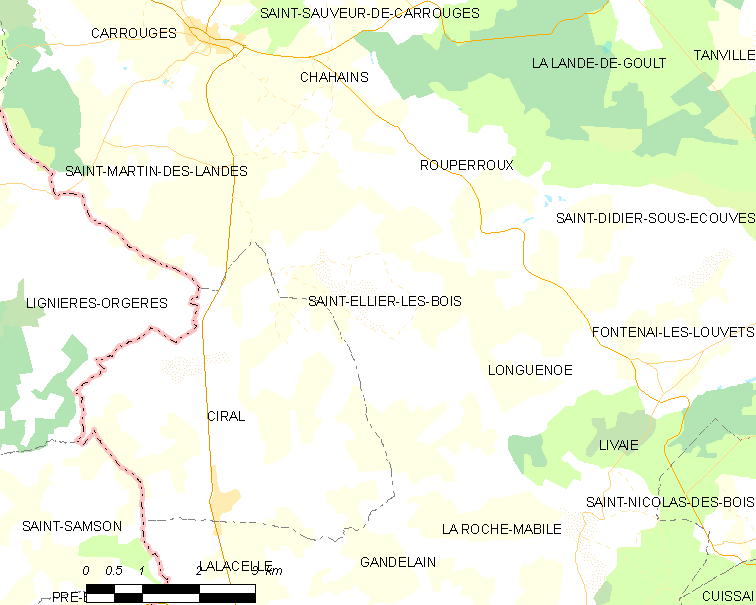
圣埃利耶莱布瓦的OSM定位图

圣埃利耶莱布瓦的时区为UTC+01:00、UTC+02:00（夏令时）。

## 行政
圣埃利耶莱布瓦的邮政编码为61320，INSEE市镇编码为61384。

## 政治
圣埃利耶莱布瓦所属的省级选区为马尼勒代塞尔县。

## 人口

1962-2008年间圣埃利耶莱布瓦人口变化图示

圣埃利耶莱布瓦于2022年1月1日时的人口数量为257人。